# Brainia holmi
Brainia holmi är en insektsart som beskrevs av Johnsen 1987. Brainia holmi ingår i släktet Brainia och familjen gräshoppor. Inga underarter finns listade i Catalogue of Life.